# Коэффициент седиментации
Коэффициент седиментации (sedimentation coefficient) [лат. coefficiens — содействующий; лат. sedimentum — оседание] — характеристика седиментации при центрифугировании. Позволяет определить вес молекулы. Определяется как отношение скорости осаждения частиц к приложенному ускорению S=V/a. Измеряется в сведбергах (S).
Более тяжелые частицы оседают быстрее и имеют более высокие значения коэффициента седиментации.
Коэффициенты седиментации, однако, не обладают свойством аддитивности — когда две частицы связываются вместе, их площадь уменьшается поэтому при отдельном измерении они могут иметь значения S, которые не равны значению связанной частицы. Таким образом, прокариотическая рибосома (органелла клетки, состоящая из двух субъединиц) имеет коэффициент седиментации, равный 70S, а её субъединицы по-отдельности — 30S и 50S.